# 納森·羅森
納森·羅森（或譯內森·羅森；，1909年3月22日—1995年12月18日），美籍猶太裔物理學家。
他在1935年與愛因斯坦及鮑里斯·波多爾斯基共同提出當時量子物理學理論下會出現的EPR佯谬現象。有關文章刊於《物理评论》1935年第47卷，題目為《能认为量子力学对物理实在的描述是完全的吗？》（Can Quantum-Mechanical Description of Physical Reality Be Considered Complete?）。後又與愛因斯坦共同提出蟲洞（愛因斯坦-羅森橋）假說。

## 生平
納森·羅森出生於紐約布魯克林的一個猶太人家庭。他在經濟大蕭條時期就讀於麻省理工學院，獲得了機電工程學士學位，後來也獲得物理學碩士和博士學位。他在學生時期發表了幾篇值得注意的論文，一篇討論“中子”，試圖解釋原子核的結構。當他在密歇根大學和普林斯頓大學擔任研究員時，也對波函數和引力產生興趣。
1934年，他成為愛因斯坦助理，並一直在紐澤西州普林斯頓高等研究院研究直至1936年。在與愛因斯坦合作時，羅森與愛因斯坦研究量子糾纏，並與鮑里斯·波多爾斯基起草了一篇論文，後人稱為“EPR悖論”。
愛因斯坦和羅森發現了一種數學解可以連接太空中相隔遙遠的區域，也就是蟲洞。愛因斯坦-羅森橋或施瓦茲希爾德蟲洞的解決方案使用愛因斯坦的場方程式來合併黑洞和白洞。理論物理學家約翰·惠勒與羅伯特·W·富勒（Robert W. Fuller）在1962年論文中證明這些類型的蟲洞不穩定。

## 參閱
- ER=EPR